# Albairate
Albairate es una localidad italiana de la provincia de Milán, región de Lombardía, con 4.152 habitantes.

## Evolución demográfica
| Gráfica de evolución demográfica de Albairate entre 1861 y 2001 |
|                                                                 |
| Fuente ISTAT - elaboración gráfica de Wikipedia                 |